# Немировичі
Немировичі — український і білоруський шляхетський рід у Великому князівстві Литовському і Руському, пізніше в Речі Посполитій.

## Історія
Родоначальником вважається Ян Немиря (? — після 1420), що згадується 1398 року як Великий конюший князя Вітовта, у 1412 року як намісник Полоцький. Під час укладення Городельської унії 1413 р. разом із братами отримав герб «Яструбець» від Краківського єпископа Войцеха Яструбця. Його сини Андрій та Іван неодноразово згадуються як члени Ради Великого князівства Литовського 1431-1452 рр. 
Серед нащадків Яна Немирі найвидатнішими були:
- Микола (? — 1471), молодший син Немирі. Маршалок господарський, староста Вітебський з 1466, Смоленський з 1469.
- Якуб Іванович (? — після 1489), онук Немирі. Маршалок господарський 1483 року, староста Берестейський з 1483 року.
- Андрій Якубович (? — 1541), син Якуба Андрійовича, онук Андрія Немировича. Староста Мозирський з 1509, Черкаський з 1511, воєвода Київський з 1514.